# 코 (아쿠타가와 류노스케)
「코」(鼻, はな)는 일본의 소설가 아쿠타가와 류노스케(芥川龍之介)가 1916년에 『신사조(新思潮)』 창간호에 발표한 단편소설이다. 『곤자쿠 이야기집(今昔物語)』의 「이케노오(池尾) 젠신(禅珍) 나이구(内供)의 코 이야기」 및 『우지슈이 이야기(宇治拾遺物語)』의 「코가 긴 스님 이야기(鼻長き僧の事)」를 제재로 하고 있다.
「사람의 행복을 고까워하고 불행에 기뻐한다」는 인간의 심리를 묘사한 작품으로 나쓰메 소세키(夏目漱石)의 극찬을 받았다.

## 줄거리
이케노오(池の尾)의 승려 젠치(禪智) 내공(内供)는 다른 사람보다 훨씬 긴 코 때문에 골치를 앓고 있었다. 일상 생활이 불편했을 뿐 아니라 사람들도 그 코를 보며 비웃었고, 내공은 속으로는 자존심 상해 하면서도 자신이 코에 신경쓰고 있다는 것을 다른 사람들이 눈치챌까 싶어 겉으로는 아무렇지도 않은 듯 지낸다.
그러던 어느 날, 내공은 제자를 통해 중국에서 온 유명한 의사가 코를 작게 만드는 방법을 알고 있다는 이야기를 듣게 되고, 내공은 이 방법대로 자신의 코를 보통 사람들만큼의 크기로 줄이는 데에 성공하고 이제 자신의 코가 크다고 비웃는 자가 없으리라 생각하며 흐뭇해하지만, 며칠이 지나자 이번에는 짧은 코를 보고 비웃는 자가 나타난다. 나날이 자신의 앞에서 웃음을 터뜨리는 자가 나오자 예전에 코가 컸을 때보다 더 바보 취급을 당하는 듯한 느낌에 다시 자존심 상해 한다.
인간은 누구나 타인의 불행을 동정하면서도 한편으로는 그가 불행을 극복하면 보는 사람들은 은근히 불쾌해하며, 그 사람을 다시 예전과 같은 불행으로 빠뜨리고 싶다, 혹은 그 사람에게 적의를 품는 사람도 생긴다. 코가 짧아지기 전보다 더 조롱당하게 되자 코가 짧은 점을 오히려 원망하게 된 내공, 어느 날 밤 코가 가려워 잠을 이루지 못하는 밤을 보내고, 다음날 아침 내공의 코는 원래의 우스꽝스러운 모습의 긴 코로 돌아와 있었지만, 내공은 "이제 나를 비웃는 자는 없으렷다."라며 나지막이 중얼거린다.